# Pierre Champy
Pour les articles homonymes, voir Champy.
Pierre Champy est un homme politique français né le 5 octobre 1793 à Framont-Grandfontaine (Bas-Rhin) et décédé le 23 novembre 1876 à Paris. 
Fils de Louis Daniel Champy, maître de forges et député sous la Restauration, il est colonel de la garde nationale de Strasbourg sous la Monarchie de Juillet et adjoint au maire de Strasbourg. Il est député du Bas-Rhin de 1848 à 1849, siégeant avec les partisans du général Cavaignac.

## Débuts
Son père demande au pasteur Jean-Frédéric Oberlin de lui trouver un précepteur. Oberlin choisit le jeune pasteur Jean-Jacques Goepp, qui fera par la suite une brillante carrière. Pierre Champy poursuit ses études à Dijon, où il passe sa licence en droit en 1812. Il loge chez son oncle, le notaire Hubert Gilliot, et l'été dans la propriété de la Chaume à Corgoloin, qui appartient à son père. En juin 1813, il est incorporé au deuxième régiment de gardes d'honneur en formation à Metz, où se retrouvent les jeunes gens de bonne famille. Nommé en février 1814 par le comte Roederer sous-lieutenant au premier  régiment de carabiniers, il est à Strasbourg au moment du blocus. Lieutenant au deuxième régiment de lanciers du Bas-Rhin en mai 1815, il est à nouveau bloqué dans Strasbourg pendant les Cent-Jours et sert d'officier d'ordonnance à son oncle, le général Chouard.
Moins intéressé que son aîné par l'industrie, Pierre souhaite découvrir le monde. Le voyage d'Italie (le grand tour) est à la mode ; il part au cours de l'été 1818 avec deux camarades et un mentor, le baron de Ganzgau, noble courlandais. Leur itinéraire : les lacs, Milan, Parme, Plaisance, Bologne, Florence, Spolète, Rome, Naples, Pompéi, Herculanum, et retour en passant par Pise, Lucques, Gênes, l'ile d'Elbe, San Remo et Nice. Parmi leurs souvenirs, une visite à Rossini, alors basé à Naples, tout auréolé de la gloire de ses opéras. Il nous décrit le maître qui reçoit couché presque nu dans sa chambre, se lève soudain pour jouer un morceau et se recouche sans se soucier de la gêne causée. De retour à Strasbourg, Pierre s'éprend d'une jeune fille désargentée, Anne-Marie Desportes, et se marie en 1820 contre la volonté de son père qui le chasse. Réconcilié en 1827, il s'installe à Strasbourg.

## Vie politique
Sous la Monarchie de Juillet, il décide d'entrer résolument dans l'opposition au pouvoir. Elle a un organe, le Courrier du Bas-Rhin, qu'il soutient financièrement. Il est élu au conseil municipal de Strasbourg en novembre 1831 mais battu à diverses élections cantonales ou législatives à la même époque. La Garde nationale, réactivée en 1830, va lui donner l'occasion d'exprimer publiquement ses opinions. Il en est capitaine en juin 1831 et élu colonel en 1832. Il fait cavalcader ses troupes dans Strasbourg et ne perd pas une occasion d'afficher son opposition au régime. Ainsi, le 4 mars 1834, il participe avec ses hommes à une manifestation en faveur d'officiers pontonniers sanctionnés par le ministre alors qu'ils protestaient contre une décision contraire au règlement. Le préfet le voit, l'appelle et lui donne l'ordre de quitter son uniforme. Champy refuse, arguant qu'il a payé son uniforme et que personne ne peut lui interdire de le porter. Vous êtes un mauvais colonel, lance le préfet. Champy se rue sur ce dernier mais le maire Frédéric de Turckheim s'interpose. Le lendemain, la population se porte en masse devant le domicile de Champy et lui donne des sérénades. La musique de la Garde nationale joue des airs patriotiques et la foule y répond par les cris de Vive le colonel Champy ! Vive la liberté ! À bas le préfet !
Devant ces manifestations à répétition, le gouvernement décide en juillet la dissolution de la Garde nationale ; Champy refuse d'aider le préfet dans les opérations de désarmement. En octobre 1837, il est élu adjoint au maire. Il aura dans sa délégation la gestion des forêts municipales et des œuvres de bienfaisance. Il a notamment la responsabilité d'une institution pluri-centenaire, la Fondation de l'Œuvre Notre-Dame, dont les revenus sont affectés à l'entretien et à l'achèvement de la cathédrale. Il est réélu en 1843 mais son mandat d'adjoint ne lui sera pas renouvelé en 1846 et il sera battu aux législatives la même année. En février 1848, il est chargé par les Républicains de Strasbourg de porter à Paris leur vœu pressant de la réunion d'une assemblée constituante. Bref intermède italien  ensuite : le gouvernement le nomme chargé d'affaires en Toscane. Le 19 mars, il est proclamé candidat à la députation pour le Bas-Rhin par l'assemblée des délégués républicains. Élu le 23 avril avec l'ensemble de la liste dont le chef de file est l'avocat Louis Liechtenberger, il part pour Paris le 1er mai. A l'Assemblée, il siège parmi les démocrates modérés et soutient le gouvernement Cavaignac. Il a néanmoins voté contre la mise en accusation de Louis Blanc, contre l'interdiction des clubs, contre l'expédition de Rome et pour l'amnistie des déportés de juin 1848. Sur des sujets aussi importants, il a donc voté avec la gauche. Il ne se représente pas aux élections législatives. On en connaît la raison : sa violente opposition au prince-président. Dans une lettre de janvier 1849, il commente ainsi l'élection de ce dernier : Vous avez pu voir par la presse une partie des basses intrigues qui s'agitent autour de l'idole d'argile qu'on a élevée au premier rang ; mais les journaux ne disent pas tout... Ses partisans eux-mêmes sont consternés. Voilà où nous a conduits l'abus du suffrage universel... Je vous promets bien que plus rien ne pourra me décider à me lancer encore une fois dans l'arène politique. Il est vrai qu'il avait été aux premières loges lors de la tentative de coup d'État du prince Napoléon à Strasbourg en octobre 1836.

## Expériences industrielles

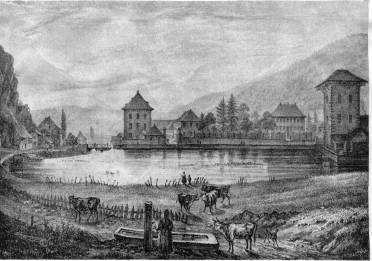
La renardière et l'étang des forges à Rothau

Après avoir tourné la page de la politique, Pierre décide de se lancer dans l'industrie. Déjà, en 1837, il avait participé à la nouvelle société des forges de Framont en prenant 5 % du capital pour 80 000 frs aux côtés de son frère aîné Michel. Et la même année, il avait pris, au nom de sa mère, la moitié du capital de la nouvelle commandite du Zornhoff pour 150 000 frs, associé à Pierre Gast, la gestion étant assurée par une société en nom collectif dirigée par Gustave Goldenberg. Malgré le succès de cette entreprise d'outillage et de coutellerie, Il demande en 1860 le rachat de la commandite, mais c'est pour faciliter des partages familiaux.
Son investissement principal sera tout autre : en 1845, il avait hérité du domaine foncier des forges de Rothau (ou de ce qu'il en restait après les ventes Pramberger et Holcroft), que sa mère avait racheté à son frère Michel avec une clause de non concurrence, c.-à-d. qu'il ne pouvait y mettre d'entreprise métallurgique.  C'est donc vers le textile qu'il se tourne : en 1853, il installe sur ces terrains (et plus précisément sur le site de l'ancienne renardière) une filature de coton qui comprendra quelque 10.000 broches et 90 métiers à tisser. Il la gère pendant six ans puis, à l'occasion de son remariage (il était veuf depuis six ans), il distribue ses biens à ses enfants et leur confie la gestion de la filature. C'est Charles, l'aîné, qui prend les rênes. Il sera remplacé en 1864 par le cadet, Victor. Ce dernier la revend pour 260.000 frs en 1868 aux établissements Steinheil-Dieterlin, déjà implantés localement.  Expérience peu concluante car globalement, entre 1853 et 1868, la famille perdra près de la moitié de sa mise de départ, qui était de 500.000 frs.
Pierre Champy est à Strasbourg au moment du siège par les Prussiens, dans son appartement de la rue des Veaux. En mars 1871, il écrit à son fils Paul, qui habite Gisors : Je n'ai d'autre consolation que la conscience de n'avoir jamais soutenu le déplorable régime qui nous a conduits là ; mais j'avoue que je ne croyais pas à une telle catastrophe. Notre pauvre Strasbourg, notre malheureuse Alsace, notre bon Rothau, tout cela est définitivement perdu à moins d'un miracle...
Il quitte l'Alsace en 1874 avec son fils Victor et s'installe à Paris rue Washington, où il meurt deux années plus tard. Il est enterré à Gisors. Il laisse quatre enfants, Charles, qui vit à Bray-Lû (Val-d'Oise), marié à Emma de Bourjolly, fille du général Guillaume de Bourjolly de Sermaise, Paul, polytechnicien (X 1846), marié à Blanche Davillier et directeur de l'importante filature de Gisors de cette famille, Victor, marié à Suzanne Bizouard et père de Louis Champy, et Stéphanie, épouse d'Auguste Napoléon Parandier, polytechnicien (X 1823) et député.

## Sources
- Robert, Bourloton et Cougny, Pierre Champy, Dictionnaire des Parlementaires
- Robert Lutz et Georges Foessel, Pierre Champy, Nouveau dictionnaire de biographie alsacienne
- Félix Ponteil, L'opposition politique à Strasbourg sous la Monarchie de Juillet